# Premiermajor
Premiermajor war im 18. – 19. Jahrhundert in der Reichsarmee, in Dänemark, Schweden und im Russischen Zarenreich  ein militärischer Dienstgrad. In der Rangordnung stand er zwischen Major und Oberstleutnant.

## Dänemark

Wappen von Dänemark

Dänemark führte im 18./19. Jahrhundert in seinem Heer die Unterteilung des Dienstgrades Major in „Tertsmajor“ (Dritter Major), „Sekondmajor“ (Zweiter Major) und „Premier Major“ (Erster Major) ein. Auch am dänisch-königlichen Hofe in Kopenhagen dienten Offiziere im Rang des Premiermajors.

## Russland

Wappen des Zarenreichs Russland

Zur Zeit der Regentschaft Katharinas der Großen dienten auch dänische Offiziere, teilweise mit deutscher Herkunft, in den kaiserlich-russischen Streitkräften. So zum Beispiel die Premiermajore Karl Friedrich von Kaltenborn (* 1723), Karl Helmut von Lepel (* 1742) späterer dänischer Generalmajor, Kaspar von Munthe af Morgenstjerne (* 1744) und Christian Karl Pogrell (* 1734). Mit der Regierungsübernahme des gebürtigen Karl Peter Ulrich Herzog von Schleswig-Holstein (1728–1762) als Zar Peter III. fand in dem kaiserlich-russischen Offizierskorps ein bedeutender Wandel ein. Der preußenfreundliche Fürst leitete den Aufbau einer eigenen Armee ein, in der sich das preußische Vorbild widerspiegelte. In dieser neu formatierten Armee gab es Offiziersdienstgrade des Premier- und Secondmajor, in der Rangfolge stand der Premiermajor zwischen dem Major und Oberstleutnant. Auch hier war die deutsche Herkunft unverkennbar, wie zum Beispiel die Premiermajore: Buckner, Finck, Hein (sen.), Hübner, von Knorring, von Linstow, Ramm (sen.) oder Stasse. Demzufolge wurden auch Premiermajore mit hohen russischen Militärorden ausgezeichnet, zum Beispiel: Premiermajor Fürst Bagration mit dem Orden des Heiligen Wladimir in der 4. Klasse und Premiermajor Graf Witgenstein mit dem Kriegsorden der 3. Klasse.

## Heiliges Römisches Reich Deutscher Nation

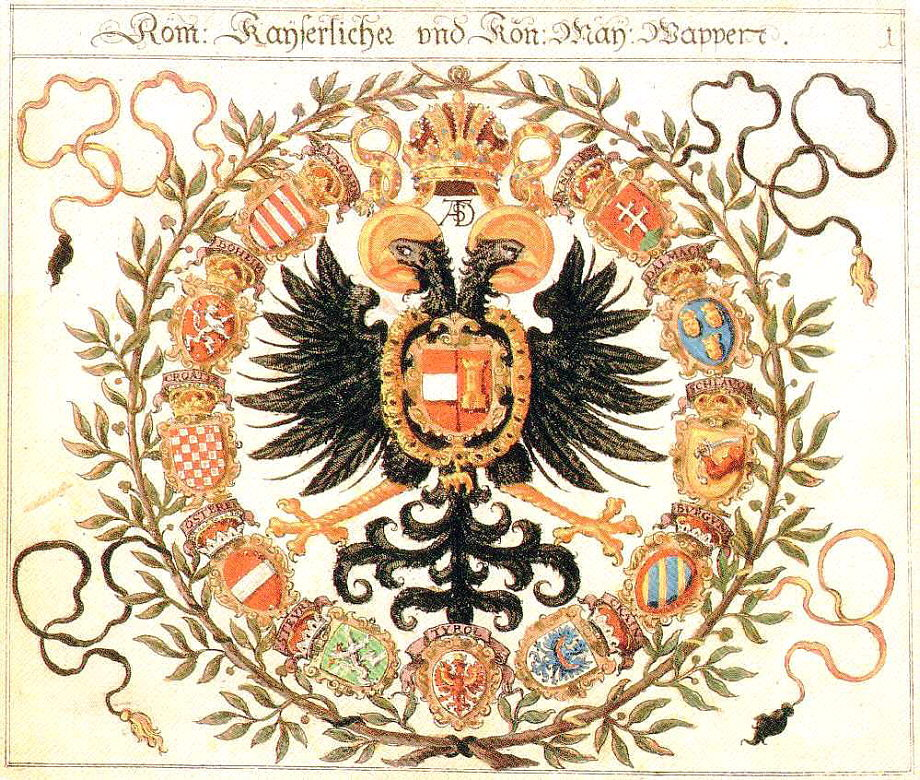
Römisch-kaiserlich und Königliches Wappen

In einigen Reichsarmeen des Heiligen Römischen Reiches Deutscher Nation wurde der Dienstgrad Premiermajor eingeführt. So waren die Truppen des Schwäbischen Reichskreises Bestandteil der Reichsarmee des Heiligen Römischen Reiches. Es führte, wie zum Beispiel beim Fürstenbergischen Kreis-Infanterie-Regiment, auch den Dienstgrad Premiermajor. So wurde Karl Freiherr von Neuenstein um 1795 zum Premier-Major des schwäbischen Kreises im Regimente Fürstenberg befördert. Gleichwohl findet auch ein Seconde-Major v. Freystedt Erwähnung.

## Schweden

Wappen von Schweden

In Schweden hatte die Unterteilung des Dienstgrades Major mehr einen finanziellen auf den Sold bezogenen Hintergrund. So wurden in verschiedenen Regimentern um 1758 der Dienstgrad Secondmajor und Premiermajor eingeführt. 1807 wurden im Skaraborg Regiment die Dienstgradgruppierungen von Premiermajor, Premieradjutant und Sekundmajor in Förste Major (Erster Major) und Förste Adjutant umbenannt. Diese Dienstgrade hatten in Schweden bis 1927 Bestand.